# Mordellistena fletcheri
Mordellistena fletcheri es una especie de coleóptero de la familia Mordellidae.

## Distribución geográfica
Habita en Uganda.